# Felix Kroos
Felix Kroos (* 12. března 1991, Greifswald, Německo) je německý fotbalový záložník. Nastupuje za klub SV Werder Bremen. Hraje na postu ofenzivního středopolaře.
Jeho starším bratrem je fotbalista Toni Kroos, vítěz Mistrovství světa 2014 v Brazílii.

## Klubová kariéra
S profesionálním fotbalem začínal Felix v klubu FC Hansa Rostock. V červnu 2010 přestoupil do týmu SV Werder Bremen. A roku 2016 šel na hostování do Union Berlin.

## Reprezentační kariéra
Felix Kroos je bývalým mládežnickým reprezentantem Německa od kategorie do 16 let.